# Hetepsechemui
Hetepsechemui (auch Hor-hetep-sechemui) ist der Horusname des ersten altägyptischen Königs (Pharaos) der 2. Dynastie (Frühdynastische Zeit), welcher um 2855 v. Chr. regierte und gehört zu den gut erforschten Herrschern dieser Zeit.

## Namen und Identität
König Hetepsechemui gilt als Begründer der 2. Dynastie. In seiner Regierungszeit setzte sich die Tradition durch, für die zu dieser Zeit üblichen Königstitel, wie Eigenname, Horusname und Nebtiname, dieselbe Namensversion zu verwenden. Die tatsächlichen Geburtsnamen wurden möglicherweise nur noch inoffiziell gebraucht. Hintergrund dieser neuen Tradition mag gewesen sein, dass mit Beginn der 2. Dynastie den Namen eines Herrschers philosophische Bedeutung beigemessen wurde. Das Ersetzen des wahren Geburtsnamens durch immer gleich geschriebene Versionen deutet darauf hin, dass der Königsname erst nach der Thronbesteigung angenommen wurde.

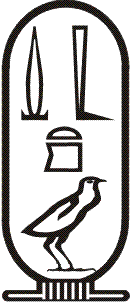
Der Name „Bedjatau“ in einer Kartusche aus der Inschrift der Schreibtafel von Gizeh
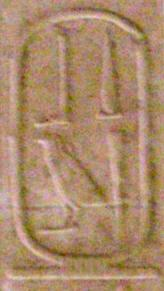
Kartusche Nr. 9 in der Königsliste von Abydos mit dem Namen „Bedjau“.

## Belege
Hetepsechemuis Horusname erscheint auf diversen Artefakten in Abydos, Sakkara, Badari und Gizeh auf Steingefäßen, Tonsiegeln und Zylindern aus Knochen. Auf den Steingefäßen aus seiner Grabanlage in Sakkara erscheint Hetepsechemuis Name oft neben dem seines Nachfolgers Nebre.
Hetepsechemuis Geburtsname ist unbekannt. In der Königsliste von Abydos soll Hetepsechemui unter dem in einer Kartusche geschriebenen Namen Bedjau erscheinen. Auf einer Schreiberpalette aus der „Mastaba G1011“ in Gizeh erscheint ein ähnlicher Name, Bedja-tau. Nach Wolfgang Helck bedeutet er „Der Metallgießer“.

## Regierungszeit
Mit Regierungsantritt endet unter Hetepsechemui überraschend der Gebrauch von Elfenbein-Täfelchen, wie man sie bisher von Gräbern der 1. Dynastie kennt. Der Grund hierfür ist allerdings unbekannt. Die letzten Schriftzeugnisse in dieser Gestalt wurden im Eingangsbereich des Grabes von König Qaa gefunden.
Zeitgenössische Funde besagen, dass es für Hetepsechemui schwierig war, den Thron nach Qaa sofort zu übernehmen. Funde in Abydos belegen, dass ein gewisser Seneferka und ein sehr spärlich belegter König „Vogel“ für insgesamt ein bis drei Jahre zwischenregierten. Es scheint, dass beide Vorgänger um den Thron kämpften und Hetepsechemui die Gelegenheit ergriff und den Machtkampf kurzerhand für sich entschied. Unterstützt wird diese Vermutung durch den ausgefallenen Horusnamen des Hetepsechemui. Diesen hatte der Herrscher betont beiden Landeshälften (Ober- und Unterägypten) von Ägypten gewidmet. George Andrew Reisner und Dietrich Wildung vermuten, dass er keinen Grund dazu gehabt hätte, wenn der Übergang von der ersten zu der zweiten Dynastie reibungslos verlaufen wäre. Wolfgang Helck wirft ergänzend ein, dass Seneferka und „Vogel“ offenbar aufgrund ihrer Illegitimität aus den späteren Aufzeichnungen verbannt wurden, da deren Machtkämpfe die Dynastie zugrunde gehen ließen.
Inschriften auf Tonsiegeln zufolge gründete Hetepsechemui eine neue Residenz nahe Thinis und nannte sie Hor-chaj-seba („Horus, der strahlende Stern“). Er ließ auch einen neuen Tempel für die Gottheit Netjer-Achti nahe Buto errichten. Die tatsächliche Dauer seiner Herrschaft ist nicht bekannt, der Turiner Königspapyrus bescheinigt dem Regenten 95 Jahre. Da für Hetepsechemui kein Sed-Fest belegt ist, dürfte er nicht länger als etwa 30 Jahre regiert haben. Die promovierte Ägyptologin Sabine Kubisch vermutet, dass er ca. 2850 v. Chr. den Thron bestieg und wohl 2825 v. Chr. nach etwa 25 Jahren Herrschaft verstarb.

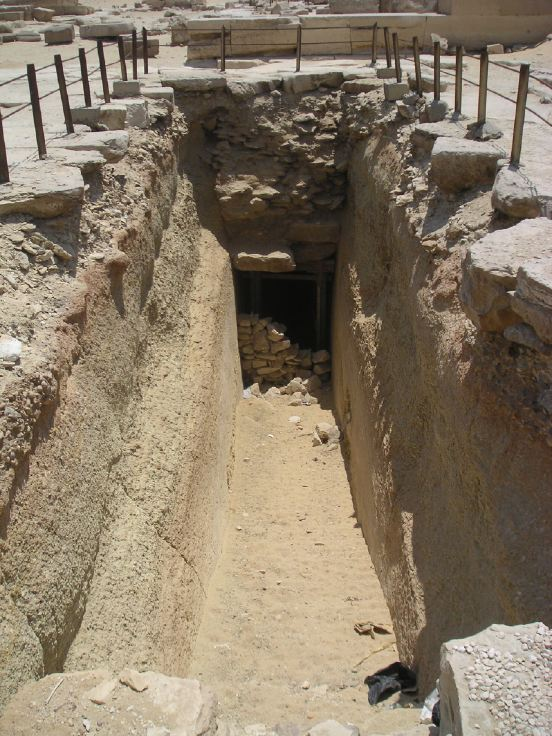
Eingang zu Galeriegrab B in Sakkara.

Manetho (Africanus) berichtet, dass unter Hetepsechemui, den er Boëthôs nennt, „eine Kluft aufging bei Bubastis und viele starben“. Diese Beschreibung könnte auf ein schweres Erdbeben deuten, da die Region um Bubastis in einer seismologisch aktiven Zone liegt.

## Grab
Flinders Petrie und Alessandro Barsanti halten das Galeriegrab B in Sakkara unter dem Unas-Aufweg für das des Hetepsechemui, da sich dort Siegelabrollungen sowohl Hetepsechemuis als auch des Nebre fanden. Wolfgang Helck ist unschlüssig und sieht dieses Grab als das von König Nebre, da die Grabstätte von Hetepsechemui noch nicht lokalisiert sei und wahrscheinlich an anderer Stelle in diesem Gebiet liegt.
Es ist unbekannt, warum genau Hetepsechemui/Nebre seine Grabanlage nach Saqqara verlegen ließ. Möglicherweise war es unter anderem eine Entscheidung aus Sicherheitsgründen: der eher weiche Untergrund von Abydos bot nicht genug Schutz vor räuberischen Grabungen, wie die Könige der 1. Dynastie wohl leidlich feststellen mussten (sämtliche Königsgräber waren bereits in der Frühzeit vandaliert und geplündert worden). Der felsige Untergrund von Saqqara (welcher aus besonders hartem Kalkstein und Granit besteht) versprach mehr Sicherheit, zumindest vor Grabungen von außen her. Galleriegrab B befindet sich in einer Tiefe von etwa 7,85 m. Der Eingang liegt am nördlichen Ende, die gesamte Anlage weist in südliche Richtung. Eine 35 m lange Treppe führt in die etwa 122 m lange und 48 m breite unterirdische Labyrinth-Anlage aus Korridoren, Kammern und Magazinen, die eine Gesamtfläche von etwa 5,85 Quadratkilometern einnimmt. Die Treppe weist vier Absätze auf, die für vier massive Verschlusssteine eingerichtet worden waren. Ein fünfter Verschlussstein dürfte die unterirdische Eingangstür zur eigentlichen Grabanlage verschlossen haben. Die Korridore, Kammern und Magazine weisen unterschiedliche Deckenhöhen auf, sie schwanken zwischen 2,0 und 2,2 m. Insgesamt wurden 122 Räume archäologisch erfasst und erforscht. Interessanterweise weist Galleriegrab B zwei größere Kammern (Kammer H und Kammer J) auf, die gleichermaßen als Grabkammern in Frage kommen. Das bewusst labyrinthartig angelegte Korridor- und Magazinsystem kann als weitere Sicherheitsmaßnahme gewertet werden.